# Sankt Olavs Orden
Den Kongelige Norske St. Olavs Orden er en fortjenstorden indstiftet af kong Oscar I den 21. august 1847. Den er opkaldt efter Norges helgenkonge, Olav den Hellige. Ordenen tildeles som “belønning for udmærkede fortjenester af fædrelandet og menneskeheden“. 

## Inddeling
Ordenen er inddelt i tre grader, de to af disse er delt i klasser, til sammen fem trin: 
- Storkors (1)
- Kommandør med stjerne (2.1)
- Kommandør (2.2)
- Ridder af 1. klasse (3.1)
- Ridder (3.2)